# Pyrenacantha humblotii
Pyrenacantha humblotii är en tvåhjärtbladig växtart som först beskrevs av Henri Ernest Baillon, och fick sitt nu gällande namn av Herman Otto Sleumer. Pyrenacantha humblotii ingår i släktet Pyrenacantha och familjen Icacinaceae. Inga underarter finns listade i Catalogue of Life.